# Patrick Willis
Pour les articles homonymes, voir Willis.
College Football Hall of Fame 2019
(en) Statistiques sur pro-football-reference
Patrick Willis, né le 25 janvier 1985 à Bruceton (Tennessee), est un joueur américain de football américain qui évoluait au poste de linebacker. Il a joué huit saisons dans la National Football League (NFL) pour les 49ers de San Francisco (2007 à 2014).
Étudiant à l'université du Mississippi, il joua avec les Rebels d'Ole Miss. Il remporte en 2004 le Dick Butkus Award du meilleur linebacker universitaire. Il est sélectionné au premier tour par les 49ers de San Francisco lors de la draft 2007 de la NFL.
Il connaît une première saison réussie dans la NFL en menant la ligue au niveau des plaquages et en remportant l'honneur du débutant défensif de l'année. Il devient par la suite un des meilleurs linebackers de la ligue les saisons suivantes, en étant sélectionné au Pro Bowl durant ses sept premières saisons. Après une saison écourtée par une blessure en 2014, il annonce sa retraite sportive après huit saisons dans la NFL.

## Biographie

### Carrière universitaire

#### Récompense
- Première équipe-type de la SEC : 2005 et 2006 ;
- Première équipe-type All-American : 2005 et 2006 ;
- Joueur défensif de l'année de la SEC : 2006 ;
- Butkus Award du meilleur lineback universitaire : 2006 ;
- Conerly Trophy du meilleur joueur universitaire au Mississippi : 2006.

### Carrière professionnelle
Lors du combine tenu par la NFL en vue de la draft de 2007 à Indianapolis, Willis impressionne les recruteurs, notamment par sa vitesse en courant le sprint de 40 yards en 4,49 secondes, un des plus rapides parmi les linebackers.
Il est sélectionné par les 49ers de San Francisco en 11e position lors de la draft. Dès sa première saison, il est entraîné par l'entraîneur des linebackers Mike Singletary, lui-même ancien linebacker promu au Pro Football Hall of Fame. Willis est  aligné aux côtés du linebacker Derek Smith dans une tactique 3-4 (quatre linebackers, un nose-tackle et deux defensive ends). En saison régulière, il est le joueur enregistrant le plus de plaquages dans la NFL avec 174 plaquages, soit une moyenne de plus de dix plaquages par match. Sélectionné pour le Pro Bowl cette année-là où il ne réalise qu'un seul plaquage, il est des seuls débutants à y être sélectionné, avec le running back Adrian Peterson des Vikings du Minnesota et le kicker Nick Folk des Cowboys de Dallas. Il est nommé débutant défensif de l'année dans la ligue à l'issue de la saison.
Il prend sa retraite à la fin de la saison 2014.